# Kościół św. Mikołaja i klasztor Dominikanów w Kamieńcu Podolskim
Kościół pw. św. Mikołaja i klasztor Dominikanów w Kamieńcu Podolskim – zabytkowy zespół w Kamieńcu Podolskim.
Jednym z pierwszych łacińskich zgromadzeń zakonnych, którzy osiedlili się w Kamieńcu Podolskim, byli dominikanie, a ich klasztor pw. św. Mikołaja, wspomniany w dokumencie z 11 maja 1375 Jana z Brzegu, prowincjała  polskiego, został drugą po Smotryczu fundacją dominikańską na Podolu. 
Potoccy herbu Pilawa objęli od 1596 patronat nad kościołem pw. św. Mikołaja i klasztorem Dominikanów oraz kilkakrotnie finansowo wspierali odbudowę kompleksu klasztorno-kościelnego po zniszczeniach (pożar w 1616, dewastacje podczas oblężenia miasta przez Turków w 1672). Z tego czasu pochodzi minbar w kościele, zabytkowa kazalnica muzułmańska. Przebudowany w 1748 sumptem wiernych i starosty Michała Franciszka Potockiego. W 1843 klasztor został skasowany przez władze rosyjskie, a kościół stał się świątynią parafialną.
Podczas panowania bolszewickiego świątynia została częściowo zniszczona, służyła jako magazyn, w 1993 uszkodzona przez pożar. Obecnie zespół klasztorny jest odbudowywany przez paulinów, którzy od 1998 są gospodarzami świątyni i klasztoru podominikańskiego. W 2004 Ministerstwo Kultury i Dziedzictwa Narodowego, we współpracy ze Stowarzyszeniem „Wspólnota Polska”, finansowało kolejny etap prac konserwatorskich prowadzonych w kościele pod kierunkiem Janusza Smazy z Akademii Sztuk Pięknych w Warszawie. 
Latarnia, w której umieszczono herby fundatorów, wieńcząca kaplicę w kościele Narodzenia Najświętszej Marii Panny i św. Szczepana w Potoku Złotym, ma odpowiedniki w kaplicy zamkowej w Brzeżanach wraz z jej dekoracją architektoniczną;  w mauzoleach Wojciecha Humieckiego przy kościele dominikanów w Kamieńcu Podolskim oraz Zofii Zamiechowskiej, w kościele Trójcy Świętej w Podhajcach.